# Habenaria velutina
Habenaria velutina är en orkidéart som beskrevs av Victor Samuel Summerhayes. Habenaria velutina ingår i släktet Habenaria och familjen orkidéer.
Artens utbredningsområde är Zambia. Inga underarter finns listade i Catalogue of Life.